# ジョン・モット
ジョン・ローリー・モット（John Raleigh Mott, 1865年5月25日 - 1955年1月31日）は、YMCAの元指導者。ニューヨーク州リヴィングストン生まれ。1946年にノーベル平和賞受賞。エディンバラ宣教会議の議長として活躍した。20世紀において最も影響力のある宗教家の一人であったと言われる。

## 経歴
1865年にニューヨーク州のリヴィングストンマナの農園で生まれた。16歳で家族から離れ、メソジスト系のアッパー・アイオワ大学で4年間学んだ。
その後、ニューヨーク州コーネル大学に進んだ。在学中にJ・E・K・スタッド（チャールズ・スタッドの兄弟）の講演を聞いて、政治家になる夢を捨て、献身を決意する。
マサチューセッツ州マウント・ハーモンで開かれた大学生のための夏期学校でドワイト・ライマン・ムーディーやA・T・ピアソンの説教を聴いて感化を受け、献身を表明した。ことの時の世界宣教の祈り会が「国外宣教のための学生ボランティア運動」の母体になった。
1889年にコーネル大学を卒業したモットは、YMCAの働きを中心として、世界の学生キリスト教運動や世界教会運動の指導者として活躍する。そして、1910年エディンバラで開催された、世界宣教会議の立役者として活躍した。
宣教会議が閉会後、継続委員会を設置して、モットはその委員長として会議の精神と成果を世界に伝えた。これが、世界教会協議会になっていく。
1913年にエディンバラ宣教会議の継続委員長として来日した時、日本の教会指導者達に協同伝道の提案をし、2万円を寄付した。日本の教会はこれを受けて、諸教派が協力し合い、3年間の全国規模の伝道集会である「全国協同伝道」を計画した。1914年から実施され、777,000人の会衆を動員し、27,000人の決心者を生み出した。このことにより、大正期の日本の教会は一気に飛躍する。合計10回来日し、1925年と1926年の来日の際は日本の財界政界の指導者を招いた諸集会でも講演を行い、大きな影響を与える。1929年日本政府から勲一等瑞宝章を送られた。
1946年にモットは絶対非戦論者のE・G・ボルチと共にノーベル平和賞を受賞する。1954年にエヴァンストンで開かれた世界教会協議会に89歳で出席し、「ジョン・モットが死んだなら、彼を伝道者として覚えよ」と発言した。
1955年1月31日に死去。昭和天皇は1922年から1949年にかけて5回にわたり謁見を受けた経緯もあり、死去の報に接して家族に弔意を伝えた。